# Москоу, Дэвид
Дэ́вид Рафаэ́ль Мо́скоу (англ. David Raphael Moscow; род. 14 ноября 1974, Нью-Йорк, Нью-Йорк) — американский киноактёр.

## Биография
Дэвид Москоу родился 14 ноября 1974 года в Бронксе (Нью-Йорк, США) в семье Джона Москоу и Патриции Стернер. Среднее образование получил в школе Central Park East (окончил в 1990 году), высшее — в Hampshire College.
С 2002 по 2007 год встречался с актрисой Керри Вашингтон, они были помолвлены, но позднее расстались. Младший брат — Лев — работает учителем истории в одной из школ (The Beacon School) Нью-Йорка.

## Избранная фильмография
- 1986—1987 — Кейт и Элли / англ. Kate & Allie — Юджин (в двух эпизодах)
- 1988 — Большой / Big — Джош Баскин в детстве
- 1988 — Волшебник одиночества / The Wizard of Loneliness — Джимми Уигген
- 1988 — Я буду дома на Рождество / I’ll Be Home for Christmas — Дэви Банди
- 1989 — / англ. Live-In — Питер Мэтьюз (в девяти эпизодах)
- 1989 — Живые куклы / англ. Living Dolls — Эрик Карлин (в двенадцати эпизодах)
- 1992 — Продавцы новостей / Newsies — Дэвид Джейкобс
- 1993 — Белые волки: Крик дикой природы 2 / White Wolves: A Cry in the Wild II — Адам
- 1997 — Сумасшедшие улицы / англ. Hurricane Streets — Шейн
- 1997 — Сайнфелд / Seinfeld — Ломес-младший (в одном эпизоде)
- 1998 — Фанатка / Girl — Грег
- 1998 — Ресторан — Restaurant — Регги
- 1998 — Полицейские под прикрытием / англ. New York Undercover — Дизел (в одном эпизоде)
- 1998 — Задворки Нью-Йорка / англ. Side Streets — посыльный
- 1999—2000 — Зои, Дункан, Джек и Джейн / англ. Zoe, Duncan, Jack and Jane — Дункан Милч (в двадцати четырёх эпизодах)
- 2001 — Сильная женщина / Riding in Cars with Boys — «Ящер»
- 2003 — Молодожёны / Just Married — Кайл
- 2003 — Лапочка / Honey — Майкл Эллис
- 2005 — Рядом с Грейс / Nearing Grace — Блэр Ниринг
- 2005 — 4исла / Numb3rs — Орвилль (в одном эпизоде)
- 2005 — Давид и Лэйла: Беззаветная любовь / David & Layla — Давид Файн
- 2008 — Повышение / англ. The Promotion — друг Мишки Грэхэма
- 2008 — Вакансия на жертву 2: Первый дубль / англ. Vacancy 2: The First Cut — Гордон
- 2009 — Мёртвый эфир / Dead Air — Джил